# Megarthrus nitidulus
Megarthrus nitidulus är en skalbaggsart som beskrevs av Ernst Gustav Kraatz 1857. Megarthrus nitidulus ingår i släktet Megarthrus, och familjen kortvingar. Arten är reproducerande i Sverige.